# Картуліпорсс
Ка́ртуліпорсс, ка́ртуліпирсад (картопляні поросята) — національна естонська страва, являє собою м'ясо, запечене в картопляному пюре. З позицій принципу приготування герметизація м'яса в якому-небудь середовищі має спільне коріння з іншими стравами фінно-угорської кухні: пельменями, подкогильйо тощо. Застосування картоплі в страві обумовлено набагато більш раннім поширенням картоплі серед західних народів фінно-угорської групи, ніж серед східних.

## Інгредієнти
- пісна свинина
- картопляне пюре
- курячі яйця
- сметана
- борошно
- вершкове масло

## Технологія приготування
Пісна свинина нарізається невеликими (приблизно розміром з сірникову коробку) прямокутниками і обсмажується на сковороді майже до повної готовності. Потім кожен з шматочків повністю обліплюють еластичним картопляним пюре, приготованим з додаванням сметани і яєць. Утворені колобки змащуються збитим яйцем, обвалюються в борошні або манній крупі, і запікаються в духовці на змащеному олією деці.
Готову страву традиційно поливається сметаною. Для збереження національного колориту страви не слід застосовувати додатково будь-які спеції або прянощі.
Готові картуліпорсс, на відміну від звичайного картопляного пюре, непогано зберігаються і можуть бути розігріті, абсолютно не втрачаючи смаку і ніжної структури пюре, і на наступний день після приготування.